# Leucogeorgia rediviva
Leucogeorgia rediviva är en mångfotingart som beskrevs av Sergei I. Golovatch 1983. Leucogeorgia rediviva ingår i släktet Leucogeorgia och familjen kejsardubbelfotingar. Inga underarter finns listade i Catalogue of Life.